# 3859 Börngen
3859 Börngen là một tiểu hành tinh vành đai chính với chu kỳ quỹ đạo là 2089.5925579 ngày (5.72 năm).
Nó được phát hiện ngày 4 tháng 3 năm 1987.